# Трансмиссия с двумя сцеплениями

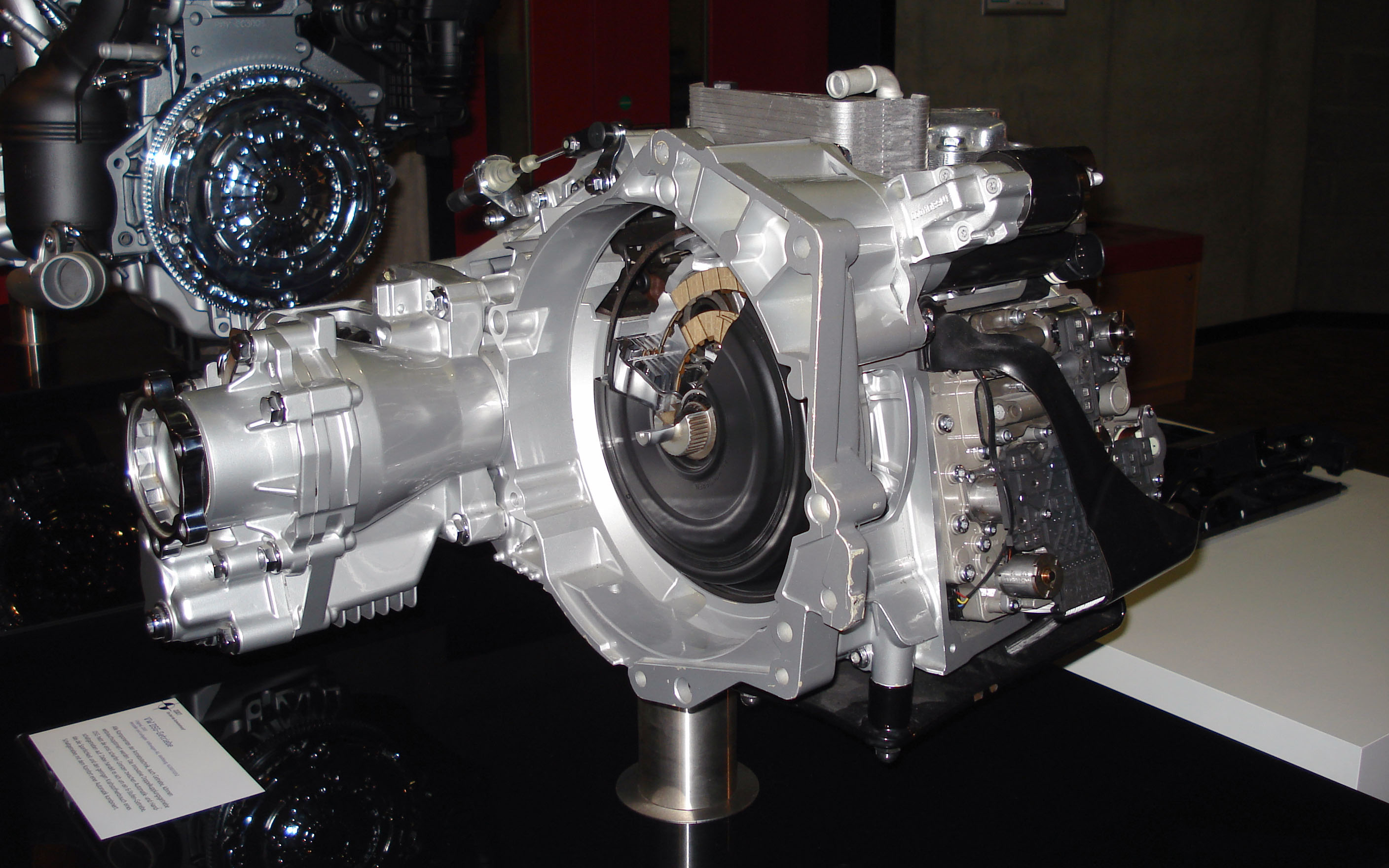
Детальный вид коробки передач Volkswagen DSG-6. Под разрезанной корзиной сцепления видны концентрические сцепления, под разрезанным поддоном мехатроника — гидроплита

Трансмиссия с двумя сцеплениями — механическая трансмиссия автомобиля, в составе которой имеется два независимых друг от друга в своей работе сцепления, каждое из которых отвечает за передачу крутящего момента от двигателя только на передачи чётных ступеней коробки передач (одно сцепление) или только на передачи нечётных ступеней (второе сцепление). Может быть автоматической и полуавтоматической. Широко применяется на современных (2025 год) легковых автомобилях. Потенциально годится под применение на любых колёсных дорожных транспортных средствах от мотоциклов до седельных тягачей.

## Конструктивная специфика

Вариант принципиальной кинематической схемы 6-ступенчатой трансмиссии с двойным сцеплением. Показанная на схеме коробка передач имеет два вторичных вала, но данная конструктивная особенность не является обязательной для подобных трансмиссий

### Сцепление
В качестве сцеплений могут применяться сухие однодисковые сцепления и мокрые многодисковые. Сухие однодисковые сцепления могут быть как нормально замкнутые, так и нормально разомкнутые. Мокрые многодисковые всегда нормально разомкнутые. Трогание с места может осуществляться с любого сцепления. В движении сцепления работают по взаимоисключающему принципу — когда одно включено (замкнуто), другое выключено (разомкнуто). В случае сухих однодисковых сцеплений оба сцепления обычно собраны в виде единого узла с общим ведущим диском. В случае мокрых многодисковых сцеплений оба сцепления также обычно собраны в виде единого узла, но ведущие диски у каждого сцепления свои.

### Коробка передач
Коробка передач возможна только так называемого вального типа — на валах и шестернях постоянного зацепления с включением передач муфтами с синхронизаторами. Обязательной особенность коробки передач здесь всегда будет наличие двух первичных валов, каждый из который связан со своим сцеплением, и на каждом из которых расположены ведущие шестерни только чётных или только нечётных ступеней. Вторичный с расположенными на нём ведомыми шестернями может быть один, а может быть несколько (два или три), но для принципиальной работы это значения не имеет. Наличие синхронизаторов всех передач переднего хода обязательно, так как без них такая трансмиссия не сможет работать. В подавляющем большинстве случае рабочих/серийных образцов трансмиссия имеет собственную гидросистему, отвечающую за работу сцеплений и перемещение вилок включения передач, а также имеет программируемый логический контроллер управления процессами.
КП со сдвоенным сцеплением состоит из двух независимых делительных механизмов. Каждый механизм функционирует как отдельная механическая КП, каждому механизму соответствует одно сцепление. Другими словами, DCT представляет собой две параллельные коробки передач в одной, каждая из которых имеет собственное сцепление. На первой располагаются нечётные передачи (1, 3, 5, 7), на второй — чётные (2, 4, 6, R). Предположим, автомобиль едет на первой передаче — на нечётной полукоробке включены 1-я передача и сцепление, на чётной — только 2-я передача. При переключении на 2-ю передачу одно сцепление выключается, второе включается. Если блок управления фиксирует продолжение разгона, на нечётной полукоробке включается 3-я передача. Когда настанет пора переключиться, снова потребуется выключить одно сцепление и включить другое. Такие роботы переключаются за 0,2 с и менее, но только на передачу, которая подготовлена заранее. Ошибки в предсказании (например, резкое ускорение из экономичного режима, а значит, срочный спуск на две-три передачи) приводят к задержке в разгоне. Разрыва тяги при этом не будет, коробка будет просто стоять на старой передаче, пока другая полукоробка включает нужную передачу. Отсюда название — преселективная коробка передач (с предварительным выбором). Несмотря на название, она не имеет ничего общего с преселективными механическими коробками (водитель указывает очередную передачу до того, как нажмёт сцепление, при этом взводятся пружины или переключаются пневмоклапаны, при нажатии сцепления они срабатывают).

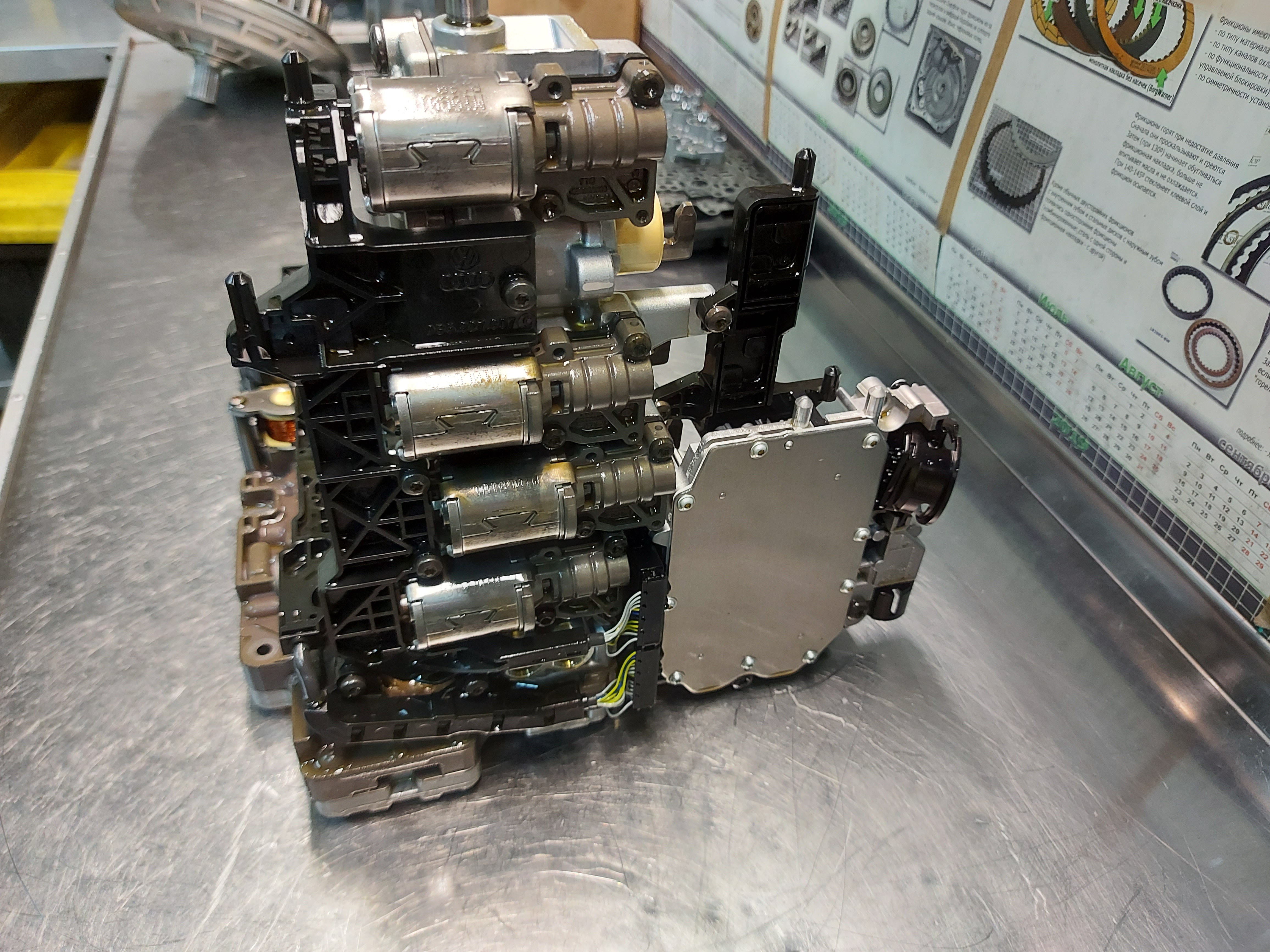
Мехатроник DSG 0B5 DL501

Наиболее известные легковые преселективные роботы — линейка DSG (Direct-Shift Gearbox), разработанная Volkswagen AG, BorgWarner и LuK. В их числе DSG-6 (DQ250, масляные сцепления), DSG-7 (DQ200 — сухие сцепления, DQ500 — масляные). Также известны коробки других производителей (например, Getrag) под названиями PDK, SST, PSG, EDC, S-tronic, Powershift.
Небольшой объём коробки позволяет значительно сэкономить на масле: например, в DSG — DQ200 0AM с сухим сцеплением требуется не более 2 л масла G 052 512 типа DCTF в механическую часть, а для работы и охлаждения плат мехатроника — 1 л жидкости с допуском G 004 000.

## История
Идея трансмиссии с двумя сцеплениями впервые была реализована в Англии в 1910 году. В относительно примитивном двухступенчатом варианте она была применена на трёхколесном автомобиле Morgan Runabout, и применялась на нём 21 год — с 1910 по 1931 год. В 1939 году французский инженер Адольф Кегресс зарегистрировал патент на 4-ступенчатую автомобильную трансмиссию с двумя сцеплениями, а потенциальными её носителями предполагались автомобили Citroën, но начавшаяся Вторая мировая война помешала развитию этого проекта. Успешность реализации концепции на начало 1940-х годов остаётся под сомнением — для тех времён это было слишком дорого и сложно. Спустя год некий профессор Рудольф Франке подал аналогичный патент, но так же без какой-либо практической реализации.
В 1960-х годах про трансмиссию с двумя сцеплениями вспомнили в Porsche. Для Porsche 911 была необходима опция автоматической коробки передач, и подобная трансмиссия всерьёз рассматривалась как вариант. В конечном итоге до производства работоспособных образцов опять дело не дошло ввиду отсутствия компактной управляющей электроники, и предпочтение было отдано 4-ступенчатому гидромеханическому Sportomatic.
В 1970-х годах в автоспорте началось активное использование двигателей с турбонаддувом, что в силу разных причин представляло собой дополнительную проблему при переключениях ступеней ввиду падения давления наддува, и идея переключения передач без разрыва тяги, обеспечиваемая трансмиссией с двумя сцеплениями, виделась инженерам одним из решений. В итоге именно в Porsche, активно продвигавшей в автоспорт идею турбонаддува, и создали в итоге первый работоспособный образец, названный Porsche Doppelkupplunggetrieb, который начал испытываться на спортивных автомобилях компании с 1981 года в гонках на выносливость. Первым носителем трансмиссии стал Porsche 956, а позже трансмиссию получил и Porsche 962 — оба автомобили так называемой группы С. Особенностью трансмиссии было ручное переключение ступеней, производившееся одноходовым рычагом по типу применяемого на секвентальных коробках передач. Гоночная эксплуатация трансмиссии не выявила решающего преимущества: трансмиссия позволяла быстрее разгоняться, но была тяжела (+40 кг) и более энергозатратна (−20 л. с.), хотя в итоге автомобили с такой трансмиссией всё-таки выиграли несколько гонок. Помимо автомобилей группы С в Porsche предложили агрегат Audi, на её гоночные версии Audi Sport quattro. Выступавший за заводскую Audi Sport гонщик Вальтер Рёрль выиграл на автомобиле с такой трансмиссией австрийское ралли Семперит 1985 года, хотя именно из за неё же попал в аварию на последнем этапе Чемпионата мира по ралли 1985 года. В итоге, получив неоднозначные результаты, в 1986 году в Porsche решили отложить проект в сторону: гоночная эксплуатация трансмиссий не оправдалась, а для гражданской эксплуатации не было достаточной надёжности.
Первое массовое применение пришлось на начало 2000-х. В 2003 году автоматическая трансмиссия с двумя сцеплениями дебютировал в массовом сегменте под брендом Volkswagen DSG. Упрощённая его версия, DSG-7 DQ200, устанавливаемая на «заряженные» версии маломощных автомобилей, заслужила крайне неоднозначную репутацию. Из крупных поломок нашумели: в тропическом климате одна жидкость протекала в другую и разъедала платы мехатроника; растрескивалось посадочное место гидроаккумулятора; разрушалась вилка 6-й и задней передач. С 2014 года Volkswagen счёл DQ200 достаточно надёжной и отказался от дополнительных гарантий.
Mitsubishi Fuso Truck and Bus Corporation первой оснастила грузовик двухдисковым роботом в 2011 году. Впоследствии идею подхватили другие производители (John Deere — 2012, Volvo — 2014), но такие грузовики остаются крайне редкими и любимы в основном в гористых странах, где важно проходить подъёмы с разгона, переключаясь вниз с потерей скорости.
Специалисты по ремонту АКПП считают, что DSG стал важной вехой в снижении надёжности гидроавтоматов: чтобы угнаться за характеристиками DSG, инженеры стали усложнять автомат и чаще включать блокировку гидротрансформатора.

## Особенности

### Вождение и экономия топлива
Время переключения робота с двойным сцеплением 8…200 мс в зависимости от модели, если, конечно, нужная передача заранее установлена. Такая быстрота даёт плавную без рывков езду, а также позволяет, например, ехать на минимальных оборотах 7-й передачи и держать наготове 6-ю, чтобы оперативно переключиться. Сходные характеристики есть и у других видов автоматических трансмиссий, но у них свои достоинства и недостатки, например, гидроавтомат одинаково быстро переключается на любую передачу, но у него намного сложнее гидравлика.
Благодаря простоте гидравлической системы и отсутствию гидротрансформатора, минимизируются накладные расходы энергии: в DSG-7 маломощный электрический маслонасос, включающийся импульсами (давление поддерживается гидроаккумулятором). Легковой робот Renault электромеханический, а не гидравлический. Отсюда динамичный разгон и расход топлива на уровне ручной коробки. Так, у роботизированного Volkswagen Polo Sedan (B-класс, 1,4 л турбо, 122 л. с.) характеристики на ручной коробке передач и роботе одинаковы: разгон от 0 до 100 км/ч за 9,9 с, расход 5,7 л/100 км в смешанном цикле.
Как и любая трансмиссия со сцеплением, робот с двойным сцеплением плохо ведёт себя на малых скоростях. На минимальных скоростях робот ездит только с проскальзыванием сцепления, робота сложнее подталкивать по сантиметру, для быстрого старта надо заранее дать роботу команду приготовиться, водитель должен понимать, когда при полной остановке разомкнётся сцепление и сработает ли на подъёме противооткатная система. Производители смягчают этот вопрос очень короткой первой передачей.
Недостаток, несущественный в спорте, но важный при обычной езде — задержка перед резким ускорением из экономичного режима, связанная с тем, что коробка держит наготове не ту передачу, например, 6-ю при движении на 7-й, в то время как для резкого ускорения нужна 5-я или 4-я. Задержка зависит и от того, на какой полукоробке нужная передача: переключиться с 7-й на 4-ю быстрее, чем с 7-й на 5-ю. Если автомобиль турбированный, играет роль и турбояма. Потому в сложном трафике, готовясь к подобным манёврам, водители заранее включают режим S. Интересно этот вопрос решён в McLaren MP4-12C: водитель может по принципу трёхпозиционной кнопки фотоаппарата дать коробке команду подготовить верхнюю или нижнюю передачу. В любом случае двигатель продолжает крутить колёса, пусть и на 7-й передаче.

### Стоимость эксплуатации
На 2021 год цена робота с двойным сцеплением — на уровне автомата и выше. Из расходных материалов — дорогое оригинальное масло (особенно модели с «мокрым» масляным сцеплением, там масла больше 5 л), а также блок сцеплений. Из-за этого, несмотря на экономию бензина, DSG не даёт решающее преимущество перед гидроавтоматом по стоимости эксплуатации.
Конструкция роботизированной трансмиссии довольно молодая, и зачастую (на 2021) автодилеры ремонтируют её заменой крупных узлов, а сторонних автосервисов, способных перебрать такую коробку, очень мало, но, тем не менее, их число увеличивается.

### Отказоустойчивостьиотказобезопасность
Робот — конструкция намного более простая, чем гидроавтомат, однако некорректно работающий мехатроник быстро выведет коробку из строя, и в коробках семейства DSG было несколько исправлений (так называемых «апгрейдов»), повышавших долговечность программными методами. Для корректной работы робота по всему автомобилю есть дополнительные датчики и механизмы — в частности, автоматическая система удержания на подъёме.

## Применение
Трансмиссии с двумя сцеплениями не имеют общего наименования, и разные производители обозначают их по-своему:
- Alfa Romeo — TCT (Twin Clutch Transmission)
- Audi — S tronic
- Bugatti — DSG (DirektSchaltGetriebe)
- BMW — Steptronic или Drivelogic
- Chrysler — PowerShift
- Ferrari — DCT (Dual Clutch Transmission)
- Fiat — DCT (Dual Clutch Transmission)
- Ford — Powershift
- Hyundai — DCT (Dual Clutch Transmission)
- Infiniti — DCT (Dual Clutch Transmission)
- Kia — DCT (Dual Clutch Transmission)
- Lamborghini — LDF (Lamborghini Doppia Frizione)
- Mercedes-Benz — DCT (Dual Clutch Transmission)
- Mini — Steptronic
- Mitsubishi — Twin Clutch SST
- Porsche — PDK (Porsche DoppelKupplungsgetrieb)
- Peugeot — DCS (Dual Clutch System)
- Renault — EDC (Efficient Dual Clutch)
- Seat — DSG (DirektSchaltGetriebe)
- Škoda — DSG (DirektSchaltGetriebe)
- Suzuki — TCSS (Twin Clutch System by Suzuki)
- Smart — Twinamic
- Volvo — Powershift
- Volkswagen — DSG (DirektSchaltGetriebe)

На 2023 год трансмиссия широко применяется:
- На легковых автомобилях классов B—D (малый — семейный), кроссовер[22] — получается экономичная машина, способная на «спортивный» разгон. Конкуренты — автомат и вариатор, но характер их езды совершенно другой.
- На спортивных автомобилях. 1200-сильный Bugatti Veyron оснащён 7-скоростным роботом и разгоняется до 100 км/ч за 2,5 с[14]. Конкуренты — роботы гоночных конструкций с одним сцеплением (Lamborghini Aventador) и автомат (Maserati GranTurismo), в том числе редкая схема «автомат со сцеплением» (спортивные комплектации Mercedes S-класса).

Двухдисковый робот встречается как экзотика:
- На легковых автомобилях классов A (особо малый), E (бизнес-)[23]. В особо малых авто конкуренты — автомат и вариатор, в бизнес-классе — автомат.
- На коммерческом транспорте. Несмотря на попытки с 2011 года, на 2019 такие грузовики очень редки: сложные конструкции не прибавляют грузовику рентабельности[20]. В грузовиках обычно много передач, и зачастую переключение между передачами мгновенное, а между рядами передач — нет. Конкуренты — ручная коробка, автомат и роботы более простых конструкций, частично унифицированные с ручными.
- На гоночных автомобилях (Porsche 956). Конкурент — гоночные полуавтоматы (роботы, не умеющие стартовать и автоматически переключаться, что запрещено в гонках) с одним сцеплением, которые проще, легче и переключаются достаточно быстро (порядка 50 мс).

Двухдисковый робот неприменим:
- На бюджетных автомобилях — из-за дороговизны в приобретении и эксплуатации; к тому же такие автомобили часто покупают для малых городов и сёл, где проходимость не помешает, а нужного автосервиса может просто не найтись. Здесь обычно устанавливают дешёвые механические коробки, построенные на их основе роботы с одним сцеплением (Lada Vesta, Ford Fusion, Toyota Corolla), либо хорошо отработанные модели автоматов, часто 4-скоростные (KIA Rio, Hyundai Solaris до 2016 года).
- На внедорожниках и строительной технике[14] — в сложной грязи и на подъёмах предпочтительнее автомат. Гидротрансформатор позволяет устойчиво ездить сколь угодно медленно и в этом режиме умножает крутящий момент, становясь дополнительной понижающей передачей. Если же подобный режим — основной (как у дорожных катков, комбайнов), используется объёмный гидропривод.
- На крупных бизнес- и представительских — они тяжёлые и скоростные, и потому требуют много передач. Таких роботов на конец 2010-х годов не существует, а 8-скоростные автоматы — существуют. Быстрый разгон можно обеспечить большим двигателем, а экономия топлива — не приоритет. Автомат со сцеплением бывает и здесь (Aurus Senat).